# Lycosa parvipudens
Lycosa parvipudens este o specie de păianjeni din genul Lycosa, familia Lycosidae, descrisă de Karsch, 1881.
Este endemică în Gilbert Is.. Conform Catalogue of Life specia Lycosa parvipudens nu are subspecii cunoscute.